# Сејфудин Кемура
Сејфудин Кемура (Сарајево, 1. фебруар 1863 – Сарајево, 14. септембар 1917) био је културни историчар и наставник.

## Биографија
Као дио његовог имена често се наводи и положај духовног вође текије (шејх) накшибендијског тариката (дервишки ред), којем је приступио 1881. године. Потиче из сарајевске породице
која се у изворима помиње у другој половини XVIII вијека, док су се, према писању самог Сејфудина, његови преци доселили у вријеме турског освајања Босне из вилајета Бруса. У Сарајеву је завршио мектеб и изучио сарачки занат. Био је учитељ у мектебу од 1893. и шејх Једилерске текије (до 1897), а затим библиотекар у Царевој џамији (1905–1914), истовремено и вјероучитељ у Средњој техничкој школи и у Великој реалци (1906–1915), а на крају предавач оријенталних предмета у руждији (до 1917). Истраживачким радом почео се бавити на подстицај Мухамеда Енвери Кадића и уз подршку историчара Ћире Трухелке. Преводио је и објављивао грађу из библиотеке Цареве џамије, углавном из протокола шеријатског суда. Проучавао је историју БиХ под турском влашћу, а посебно историју Сарајева. Издвајају се дјела о џамијама у Сарајеву (њих 55), мектебима, медресама, текијама, мостовима, турбетима, чесмама (са илустрацијама и објављеним изворима о њима), о илахијама и касидама на народном језику (у коауторству са Владимиром Ћоровићем), затим прилози за историју СПЦ у БиХ 1763–1856 (27 докумената, у коауторству са В. Ћоровићем) и приређивање османских извора (42 докумената) о католицима на истом простору. О Старој православној цркви у Сарајеву писао је на основу грађе из турских дјела и сарајевских сиџила. У књизи Први српски устанак сабрао је многа документа, уврстивши и дијелове свог превода Путописа Евлије Челебије. Његов препис историје Босне Салиха Сидки Хаџихусеиновића Мувекита, са важним биљешкама на
маргинама (углавном, о изворима који су били непознати Мувекиту), налази се у Земаљском музеју у Сарајеву. Дјело о сарајевским муфтијама нашло се под ударом критике, због нетачних података. На турском језику састављао је хронограме и пригодне пјесме, од којих је објављен мањи дио. Већина његових радова објављена је у Гласнику земаљског музеја. Користио се псудонимом Фехми.

## Важнија дјела
- Стара хришћанска црква у Сарајеву, ГЗМ XXIII–3 (1911) 297–302;
- Прилози за хисторију православне цркве у Босни и Херцеговини у XVIII и XIX стољећу (коаутор), ГЗМ XXIV–3 (1912) 295–441;
- Sarajevske džamije i druge javne zgrade turske dobe, Sarajevo 1913;
- Prvi srpski ustanak pod Karagjorgjem: od godine 1219. po hiđ. ili 1804. po I. do dobitka autonomije (od godine 1219–1804. do godine 1279–1862), Sarajevo 1916;
- Bilješke iz prošlosti bosanskih katolika i njihovih bogomolja po turskim dokumentima, Sarajevo 1916